# Sten Elfström
Sten Gustav Axelsson Elfström (født 18. august 1942, død 20. marts 2024) var en svensk skuespiller.
Elfström fik sin uddannelse på Högskolan för scen och musik vid Göteborgs universitet. Han var derefter tilknyttet Östgötateatern fra 1968 til 1972. Ved siden af teateret nåede han også at medvirke i over 50 film og tv-serier.
Elfström ligger begravet på Säby begravningsplats i Salems kommun.

## Udvalgt filmografi
- Distrikt 5 (tv-serie, 1983)
- Snoken (tv-serie, 1995)
- Ondt blod (1996)
- Akvarium (kortfilm, 1997)
- Svensson, Svensson - Filmen (1997)
- Skærgårdsdoktoren (tv-serie, 1998)
- Dødelig drift (1999)
- Beck (tv-serie, 2002)
- Kontorstid (2003)
- Kronprinsessen (tv-serie, 2006)
- Kvarteret Skatan (tv-serie, 2006)
- Den man elsker (2007)
- Labyrint (tv-serie, 2007)
- Svensson, Svensson (tv-serie, 2007)
- Kongen af ping pong (2008)
- Kenny begins (2009)
- Psalm 21 (2009)
- Sound of Noise (2010)
- Solsidan (tv-serie, 2012)
- Ægte mennesker (tv-serie, 2012-2014)
- Wallander (tv-serie, 2013)
- LasseMajas Detektivbureau: Von Broms hemmelighed (2013)
- Welcome to Sweden (tv-serie, 2014)
- Miraklet i Viskan (2015)